# Грчка на Светском првенству у атлетици на отвореном 2011.
Грчка је на 13. Светском првенству у атлетици на отвореном 2011. одржаном у Тегу од 27. августа до 4. септембра, учествовала тринаести пут, односно учествовала је на свим првенствима до данас. Репрезентацију Грчке је представљало 12 учесника (7 мушкараца и 5 жена) који су се такмичили у 9 дисциплина (5 мушких и 4 женских).,
На овом првенству Грчка није освојила ниједну медаљу, нити је остварила неки резултат.
У табели успешности према броју и пласману такмичара који су учествовали у финалним такмичењима (првих 8 такмичара) Грчка је са 3 учесника у финалу делила 36. место са 8 бодова.
| Плас. | Земља | 1. место | 2. место | 3. место | 4. место | 5. место | 6. место | 7. место | 8. место | Бр. финал. | Бод. |
| ----- | ----- | -------- | -------- | -------- | -------- | -------- | -------- | -------- | -------- | ---------- | ---- |
| =36.  | Грчка | 0        | 0        | 0        | 0        | 1        | 1        | 0        | 1        | 3          | 8    |

## Учесници
| Мушкарци: - Костадинос Дувалидис — 110 м препоне - Димитриос Хондрокукис — Скок увис - Костадинос Баниотис — Скок увис - Костадинос Филипидис — Скок мотком - Луис Цатумас — Скок удаљ - Јервасиос Филипидис — Бацање копља - Спиридон Лебесис — Бацање копља | Жене: - Ирини Кокинарију — 3.000 м препреке - Николета Киријакопулу — Скок мотком - Параскеви Папахристу — Троскок - Мајука Џони — Троскок - Александра Папајоргиу — Бацање кладива |  |

## Резултати

### Мушкарци
| Атлетичар             | Дисциплина    | Лични рекорд       | Квалификације | Квалификације | Полуфинале            | Полуфинале           | Финале               | Финале      | Детаљи |
| Атлетичар             | Дисциплина    | Лични рекорд       | Резултат      | Место         | Резултат              | Место                | Резултат             | Место       | Детаљи |
| --------------------- | ------------- | ------------------ | ------------- | ------------- | --------------------- | -------------------- | -------------------- | ----------- | ------ |
| Костадинос Дувалидис  | 110 м препоне | 13.46 НР           | 13,59         | 4. у гр. 2    | Није се квалификовао  | Није се квалификовао | Није се квалификовао | 19 / 32     |        |
| Димитриос Хондрокукис | Скок увис     | 2.32               | 2,31 КВ       | 1. у гр. Б    |                       |                      | 2,32 ЛР              | 5 / 32 (34) |        |
| Костадинос Баниотис   | Скок увис     | 2,32               | 2,28          | 8. у гр. А    | Није се квалификовао  | 15 / 32 (34)         |                      |             |        |
| Костадинос Филипидис  | Скок мотком   | 5,75 НР            | 5,65 кв       | 2. у гр. А    | 5,75 НР               | 6 / 26 (28)          |                      |             |        |
| Луис Цатумас          | Скок удаљ     | 8,66 (+1,6 м/с) НР | 8,01          | 6. у гр. Б    | 7,98                  | 14 / 32 (36)         |                      |             |        |
| Јервасиос Филипидис   | Бацање копља  | 82,38              | 76,66         | 12. у гр. А   | Нису се квалификовали | 21 / 36 (37)         |                      |             |        |
| Спиридон Лебесис      | Бацање копља  | 82,90              | 73,35         | 16. у гр. Б   | Нису се квалификовали | 30 / 36 (37)         |                      |             |        |

### Жене
| Атлетичарка           | Дисциплина       | Лични рекорд | Квалификације              | Квалификације | Полуфинале            | Полуфинале            | Финале                | Финале                | Детаљи |
| Атлетичарка           | Дисциплина       | Лични рекорд | Резултат                   | Место         | Резултат              | Место                 | Резултат              | Место                 | Детаљи |
| --------------------- | ---------------- | ------------ | -------------------------- | ------------- | --------------------- | --------------------- | --------------------- | --------------------- | ------ |
| Ирини Кокинарију      | 3.000 м препреке | 9:30,72 НР   | 10:15,18, Дисквалификована | 11. у гр. 3   | Није се квалификовала | Није се квалификовала | Није се квалификовала | Није се квалификовала |        |
| Николета Киријакопулу | Скок мотком      | 4,71 НР      | 4,55 кв                    | 6. у гр. Б    |                       |                       | 4,65                  | 8 / 30 (35)           |        |
| Параскеви Папахристу  | Троскок          | 14,72        | 14,05                      | 8. у гр. Б    | Нису се квалификовале | 12 / 34               |                       |                       |        |
| Ники Панета           | Троскок          | 14,55        | 13,97                      | 11. у гр. А   | Нису се квалификовале | 20 / 34               |                       |                       |        |
| Александра Папајоргиу | Бацање кладива   | 70.73        | 66,77                      | 8. у гр. А    | Нису се квалификовале | 21 / 29 (30)          |                       |                       |        |